# 火腿蛋

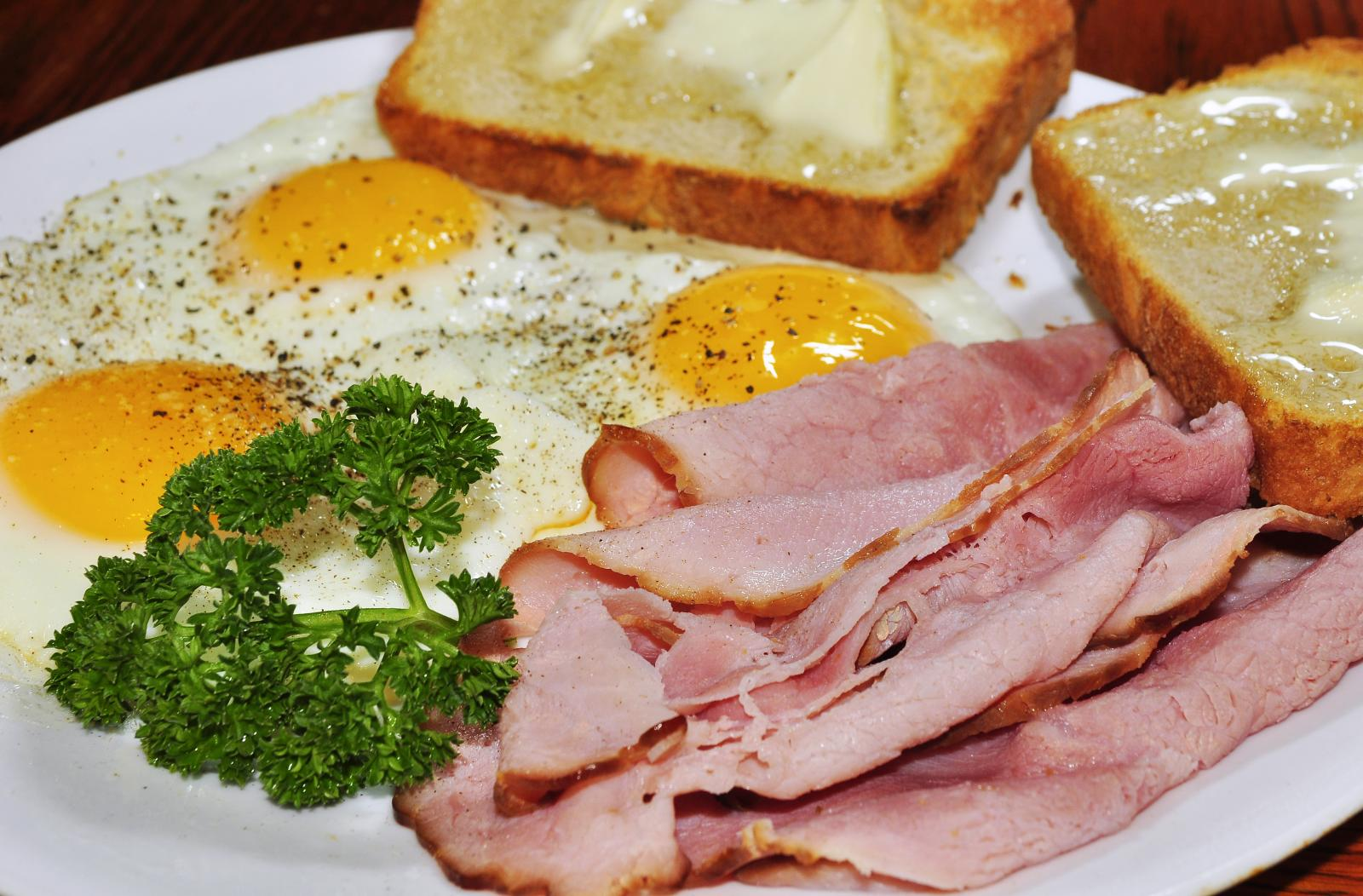
火腿蛋：薄片火腿及稱為「太陽蛋」的煎蛋。

火腿蛋是一道有很多種作法的西餐，被認為是「老式的美国早餐」和傳統英式早餐的主食。

## 總論

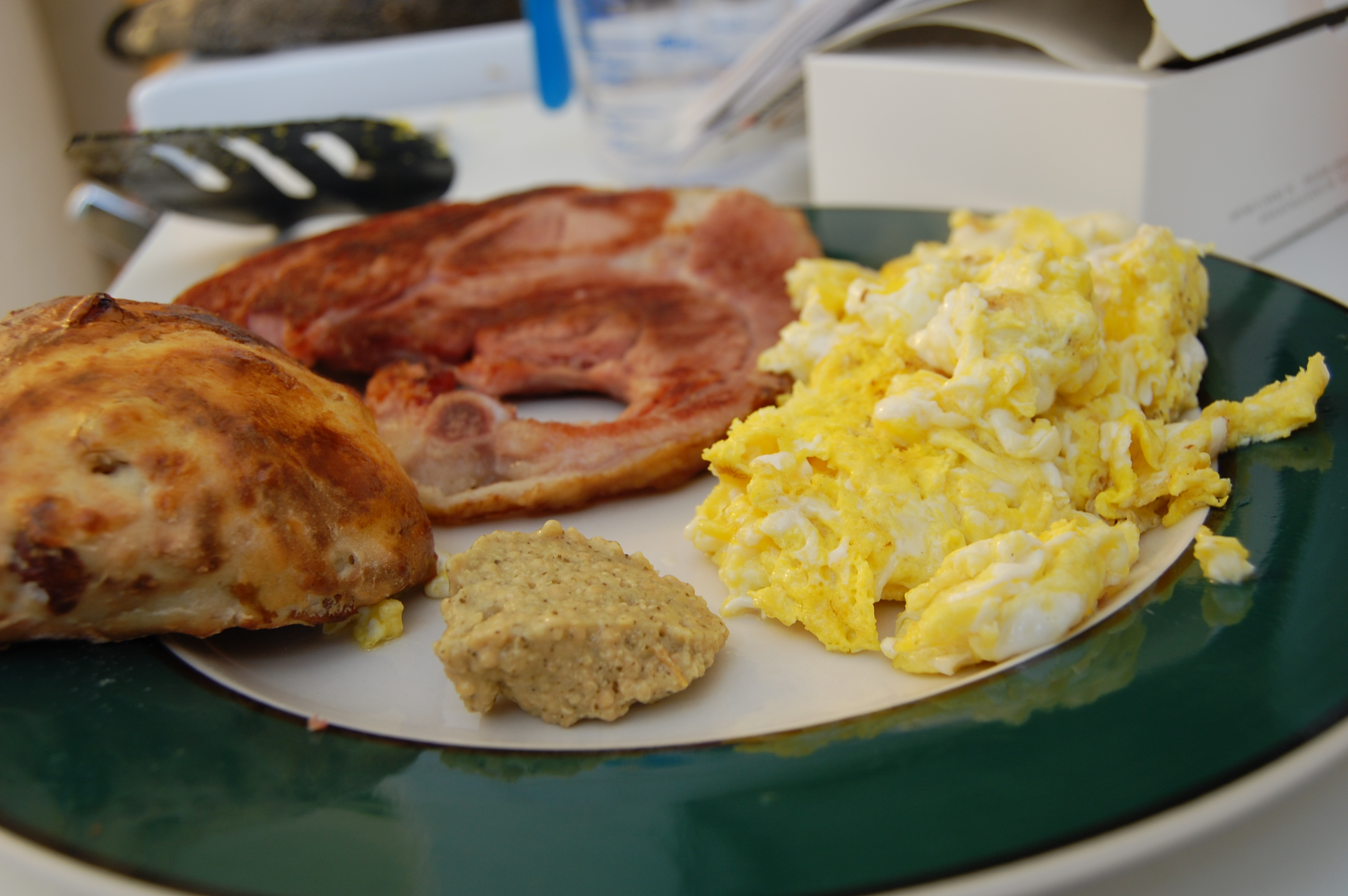
含有火腿片及炒蛋的火腿蛋。

火腿蛋是一道廣受喜愛的菜餚，在美国是常見的早餐。在美国南部，正餐或晚餐也會有這道菜，午餐也可見到火腿蛋。火腿和鸡蛋是主要材料。蛋的烹調方式有煎、炒或水煮。也會添加番茄等的其他材料，以及其它調味料，如普羅旺斯香草。這道菜可以在爐子上用煎烤盤或是平底鍋烹調，也可以在烤箱裡烘烤或焙熟。
肉汁有時會淋在鸡蛋上，以增加風味。使用優質火腿並低溫烹調食材，可以避免煮過頭。鄉村式的火腿蛋，包括在火腿蛋煮熟後，在鍋內將奶油煮濃後放在菜餚上。火腿蛋也可以包含如吐司和薯餅等的配菜。

## 愛好者

### 邓肯·海因斯

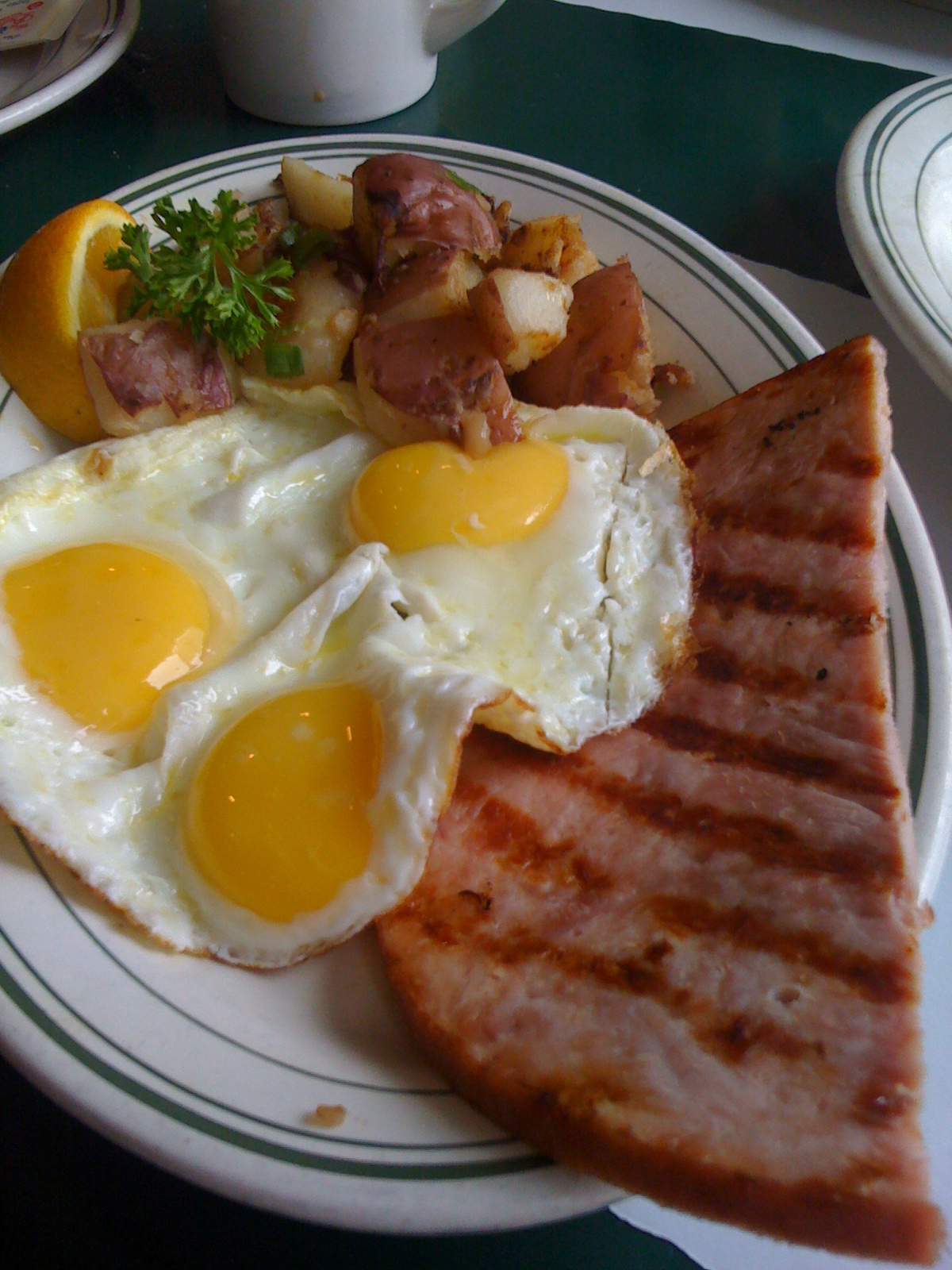
烤火腿和煎蛋

鄧肯·海恩斯是一位美国的企業家，喜欢火腿蛋。他说，如果人們不知道該吃甚麼時候，就該選火腿蛋，因為廚師無法「掩飾一顆壞掉的蛋，或者搞砸一片好火腿」。根據他自己的記述，1899年時，海因斯在位於懷俄明州夏延的Harry Hynd's點了5美元的火腿蛋，在當時可是非常量大的食物（據美國政府統計，1899年的5美元相當於2015年的143.60美元）；海恩斯幾乎四天没有進食，又在他的馬精疲力竭後，步行約16英里（26公里）到夏延。開始徒步的兩英里左右，有位隱士給了他些許食物，之後他繼續向夏延前進，一路上積雪深達５英吋。餐廳櫃檯起初認為海恩斯不可能吃完，因此拒絕替他備餐，但最後海因斯還是把一大盤的火腿蛋吃個精光。幾年後他寫道，吃過最美味的東西就是當時那盤火腿蛋。